# (Adesso glielo dico)
(Adesso glielo dico) è un album del cantautore italiano Mimmo Locasciulli, pubblicato dall'etichetta discografica RCA nel 1989.

## Descrizione
L'album, disponibile su long playing, musicassetta e compact disc, è prodotto da Riccardo Rinetti. Gli arrangiamenti sono curati dallo stesso artista. Nel brano Arte moderna è presente il Quartetto Cetra, accreditato come "I Cetra". L'album vede inoltre la partecipazione di Greg Cohen.

## Tracce
LP (RCA, PL 74117)

### Lato A
1. Una vita che scappa – 4:08
2. I giorni delle rose – 4:08
3. Arte moderna – 2:54
4. Oh vita I Love You – 4:02
5. Fandango – 4:29
6. Vienna 1936 – 3:41

Durata totale: 23:22

### Lato B
1. Ballando – 4:11
2. I musicisti son così – 4:31
3. Blu – 3:07
4. Stupida Luna – 4:37
5. Il silenzio del mare – 4:10
6. Prima di chiudere – 3:15

Durata totale: 23:51